# Slug’s Saloon
Slugs’ Saloon (häufig auch einfach Slugs’) war eine der bekannten New Yorker Spielstätten für den zeitgenössischen Jazz der 1960er und der frühen 1970er Jahre. Neben der Jazz Gallery und dem Five Spot entwickelte sich die Bar zu einem der zentralen Auftrittsmöglichkeiten für die damalige Jazz-Avantgarde zwischen dem East Village und Greenwich Village.
Slugs’ Saloon, der sich an der Lower East Side in 242 East Third Street in Manhattan zwischen den Avenues B und C befand, war einer der populären Jazzclubs im New York der 1960er Jahre. David Izenzon überzeugte 1964 den mit ihm befreundeten Wirt Jerry Schultz davon, dort Jazzmusiker auftreten zu lassen; eine der ersten Bands, die dort spielte, war das Trio von Paul Bley mit Izenzon und Barry Altschul. Weiterhin traten u. a. auf Wayne Shorter, Roy Haynes, Jimmy Heath, Curtis Fuller, Larry Coryell, Jack Bruce, Gil Evans Orchestra, John Coltrane, Ornette Coleman, Charles Mingus, Archie Shepp und Pharoah Sanders. Sun Ra spielte dort seit 1966 mit seinem Arkestra sieben Jahre lang montags; Jackie McLean trat lange Sonntag nachmittags auf. Mitschnitte der Auftritte von Albert Ayler, Art Blakey & The Jazz Messengers, Charles Lloyd, Charles Mingus, Charles Tolliver und Sun Ra erschienen auf Tonträger. Die Hausband bildeten Clint Houston, George Cables und Lenny White. Der Trompeter Lee Morgan wurde am 19. Februar 1972 in Slugs’ Saloon in der Pause seines Auftritts erschossen.
Der Ort von Slugs’ Saloon galt in der afroamerikanischen Kultur als geheiligter Ort, beschrieben in The Autobiography of an Ex-Colored Man (1912) von James Weldon Johnson.

## Diskographische Hinweise
- Charles Lloyds Manhattan Stories (Resonance, 1965; mit Gábor Szabó, Ron Carter, Pete LaRoca)[11]
- Albert Ayler Slugs’ Saloon (ESP, 1966; mit Don Ayler, Michel Samson, Lewis Worrell, Ron Shannon)[12]
- Art Blakey and the Jazz Messengers: Live! at Slugs’, NYC (Empire 1968; mit Ronnie Mathews, Lawrence Evans, Bill Hardman, Julian Priester, Billy Harper)[13]
- Charles Mingus Quintet Dizzy Atmosphere: Live at Historic Slugs’, Vol. 1 (Jazz View, 1970; mit Bill Hardman, Charles McPherson, Jimmy Vass, Dannie Richmond)[14]
- Charles Mingus Quintet Fables of Faubus: Live at Historic Slugs’, Vol. 2 (Jazz View 1970, gleiche Besetzung)[15]
- Charles Tolliver Live at Slugs’, Vol. I & II (Strata East, 1970; mit Stanley Cowell, Cecil McBee bzw. Clint Houston, Clifford Barbaro bzw. Jimmy Hopps)
- Sun Ra Live at Slugs’ (Transparency, 1972; 6-CD-Box)[16]